# Assy McGee
Assy McGee è una serie televisiva animata statunitense del 2006, creata da Matt Harrigan e Carl W. Adams.
Il protagonista è un detective della polizia di nome Assy McGee. Insieme alla sua spalla Don Sanchez, McGee risolve i crimini di una città romanzata alla New Hampshire. Il cartone parodia fortemente i generi del giallo e del poliziesco, particolarmente nei momenti d'azione e investigativi.
La serie è stata trasmessa negli Stati Uniti su Adult Swim dal 26 novembre 2006 al 6 luglio 2008, per un totale di 20 episodi ripartiti su due stagioni.

## Trama
La serie ruota attorno alle avventure di Assy McGee, un detective violento ed emotivamente disturbato. Con l'aiuto del suo compagno Sanchez (spesso contro la volontà dei suoi superiori), invia le pattuglie per le strade di Exeter in New Hampshire, città che ricorda le grandi città come New York o Chicago. I casi di solito comportano reati esagerati o stravaganti, che di solito vengono menzionati nella scena di apertura. Assy verrà delegato per investigare i crimini, immergendosi in questioni che servono apparentemente a niente fino alla fine della puntata e spesso si ritroverà per picchiare un innocente casuale invece che il vero criminale ricercato.

## Episodi
| Stagione         | Episodi | Prima TV USA | Prima TV Italia |
| ---------------- | ------- | ------------ | --------------- |
| Prima stagione   | 6       | 2006-2007    | inedita         |
| Seconda stagione | 14      | 2008         | inedita         |

## Personaggi e doppiatori

### Personaggi principali
- Assy McGee (stagioni 1-2), voce originale di Larry Murphy, italiana di Fabrizio Pucci.

Una parte inferiore di un busto che cammina e parla con le sue natiche scoperte. Fortemente violento, alcolizzato e clinicamente depresso, Assy è una parodia dei poliziotti nei film degli anni '70 e '80. Dal grilletto facile, spesso è in conflitto con il suo colleghi durante i casi che sta seguendo. Di origine cubana, ha prestato servizio in Vietnam e durante un flashback si scopre che Assy era un veterano della seconda guerra mondiale che fu colpito nell'addome da un proiettile di un AK-47 e che il suo cuore e il suo cervello sono stati trapiantati nella parte inferiore del suo corpo.
- Detective Don Sanchez (stagioni 1-2), voce originale di Larry Murphy, italiana di Roberto Stocchi.

Il partner di Assy. Ha una moglie di nome Brenda e tre figli, tra cui uno di nome Rudolpho, e spesso si ritrova a difendere Assy dalle sue azioni insensate. Si dimostra un partner leale nei confronti di Assy ed è molto tollerante nei confronti delle sue buffonate. Sebbene sia la forza che lavora sodo tra lui e Assy, mentre Sanchez scopre gli indizi che portano a dei sospetti è a trovare Assy trova sempre il vero colpevole seppur involontariamente.
- Greg "il capo" (stagioni 1-2), voce originale di Larry Murphy.

Il capo del dipartimento di polizia di Exeter. Discute spesso con Assy sui casi, tuttavia è sorpreso quando vede che è in grado di risolverli. Solitamente dice ad Assy di consegnare il suo distintivo e la sua pistola al mattino successivo, anche se ciò sembra non essere mai avvenuto. Spesso ha delle conversazioni sessualmente esplicite in cui offre consigli di vario tipo alla parte all'altro capo del telefono. Ha avuto una relazione con Brenda, la moglie di Sanchez. Ha tatuaggi su tutta la parte superiore del corpo ed è fisicamente in forma.

### Personaggi ricorrenti
- Il Sindaco (stagioni 1-2), voce originale di H. Jon Benjamin.

Il sindaco corrotto di Exeter. È ossessionato dalle rielezioni e ignora o manipola gli eventi per promuovere la sua carriera politica.
- Ufficiale DiLorenzo (stagioni 1-2), voce originale di Carl W. Adams.

Un agente del dipartimento di polizia di Exeter. Spesso prende in giro Assy e dubita delle sue azioni. Sembra essere piuttosto odiato nel dipartimento di polizia. Nonostante ciò, sembra essere un gran lavoratore nei momenti appropriati. È stato incaricato dal capo di seguire Assy in giro mentre il detective Sanchez era in ospedale a seguito di un infarto.
- Glen (stagioni 1-2), voce originale di Carl W. Adams.

Il barista del Bill W's, il bar frequentato da Assy. In un'occasione ha salvato Assy dalla prigione, nonostante fosse lo stesso responsabile. In seguito è stato tragicamente assassinato da un allibratore irlandese dopo aver mancato il pagamento di alcuni prestiti per aver perso delle scommesse ed è stato sostituito da un altro barista.
- Il Padre (stagioni 1-2).

Una figura religiosa senza nome da cui Assy cerca spesso la guarigione e la guida spirituale. Di solito lo si trova seduto al Bill W's.
- Dottore (stagioni 1-2), voce originale di George Lowe.
- Brenda Sanchez (stagioni 1-2), voce originale di Rachel Dratch.
- Signora Sanchez (stagioni 1-2), voce originale di Jen Cohn.

## Produzione

### Sceneggiatura
Per creare un normale episodio dalla durata di 11 minuti, i due creatori Carl W. Adams e Matt Harrigan escogitano una logline di quell'episodio con una breve sinossi di una o due frasi della trama dell'episodio. La logline viene poi inviata a uno degli scrittori della serie, molti dei quali sono situati a New York o a Los Angeles. Una volta che lo sceneggiatore crea una bozza dell'episodio, Adams e Harrigan ne discutono con lo scrittore, eventualmente per migliorarlo. Lo scrittore quindi produce una bozza approssimativa, una prima bozza e infine una sceneggiatura raffinata, ricevendo passo per passo delle eventuali note da Adams e Harrigan. Secondo Adams, lui e Harrigan annotano raramente la trama degli episodi, affermando che "solitamente i suggerimenti di Harrigan migliorano sempre la serie". Durante lo sviluppo della serie, Adams e Harrigan comunicano principalmente tramite posta elettronica, rimandandosi a chiamarsi al telefono quando non è assolutamente necessario. Pur trovandosi in due luoghi distinti e comunicando tramite posta elettronica, si ha il potenziale per rendere difficili le differenze creative, i co-creatori della serie infatti tendono ad annotare sulla stessa pagina durante le varie fasi della produzione. Di solito vengono prodotti due episodi simultaneamente, tuttavia la produzione della serie risulta sfalsata poiché il team della Clambake Animation (lo studio di registrazione della serie) è costantemente impegnata a destreggiarsi in un assortimento di episodi in varie fasi della produzione allo stesso tempo.

### Registrazione
Dopo aver completato la sceneggiatura dell'episodio, il dialogo dello stesso viene registrato in una piccola cabina audio in uno studio di Watertown. Per un singolo episodio, la Clambake Animation registra in genere due o tre ore di dialogo. Le sessioni di registrazione includono molta improvvisazione, sfruttando il talento dei comici per dare voce ai personaggi della serie. Secondo Adams: "Se Jon Benjamin è nella cabina e lui dice qualcosa di divertente che non è presente nella sceneggiatura, cerchiamo di tenerla... cerchiamo sempre di incoraggiare l'improvvisazione perché quella roba di solito è la cosa che diverte di più". Riflettendo il pensiero di Adams, Lyman ha affermato: "Abbiamo molto a che vedere con la registrazione naturale e l'improvvisazione e quindi cerchiamo di approfittarne. L'audio viene prima".
Lo studio di registrazione è gestito da Adams, creatore e direttore dello sviluppo dello studio, André G. Lyman, direttore creativo di Clambake Animation, e Carrie Snyder, l'amministratore delegato. Matt Harrigan, creatore e produttore esecutivo della serie, lavora in remoto ad Atlanta, tuttavia non è un dipendente della Clambake Animation. I tre partner di Clambake Animation si incontrarono mentre lavorarono alla Tom Snyder Productions, azienda produttrice di software didattici di alta qualità. Adams e Lyman iniziarono a lavorare insieme nel magazzino della compagnia. Quando la Tom Snyder Productions iniziò a lavorare alla serie animata Dr. Katz, Professional Therapist di Comedy Central, Tom Snyder chiese ad Adams e Lyman di lavorare alla serie. Quando Adams e Lyman crearono la Clambake Animation, chiesero a Snyder un consiglio su chi assumere per fungere da amministratore delegato e Snyder raccomandò sua sorella Carrie, che precedentemente era stata una start-up per la sua compagnia. Dopo il processo di animazione, le tracce vocali e la musica viene registrata sul posto o proviene dalla libreria della Turner. Occasionalmente, Adams e Lyman inseriscono le proprie voci nella serie per aggiungere rumore di sottofondo ad un episodio.

### Montaggio e post-produzione
Una volta terminata la registrazione, l'audio viene inviato agli editori, che condensano le due o tre ore di materiale in una serie di 11 minuti. Secondo Adams, lui e Andre Lyman si fidano degli editori audio per prendere decisioni creative su cosa prendere e cosa lasciare, affermando: "i nostri redattori audio sono quasi scrittori, in un certo senso".
Una volta finito l'audio, la serie va in post-produzione. Mentre Adams e Lyman hanno supervisionato tutto il lavoro svolto nello studio di Watertown, il produttore di Assy McGee, Julie King, gestisce i contratti, la ricerca di foto da inserire durante i crediti e la gestione di standard e pratiche, insieme agli aspetti legali della serie. Secondo Lyman e Adams: "King aiuta a tenere tutti sulla buona strada e il suo duro lavoro consente di far funzionare tutto senza intoppi. È il tipo che gestisce la serie".

### Animazione
Una volta che l'audio è stato modificato, lo studio inizia a progettare l'aspetto dell'episodio, prima disegnando gli storyboard e poi l'animazione. La Clambake Animation ha ingaggiato quindi diversi artisti e illustratori delle scuole d'arte della zona di Boston per animare gli episodi. Da queste scuole, la Clambake estrae illustratori di talento, in grado di conferire ai personaggi dei gesti e delle espressioni irresistibili facendo di questo il punto focale dell'animazione, piuttosto che i movimenti del personaggio. Gli animatori quindi producono prima un taglio approssimativo per ogni episodio, seguito poi da un taglio finale. Adams, Lyman e la Cartoon Network di solito continuano a dare appunti attraverso ogni fase della produzione.

## Distribuzione

### Broadcast
- 26 novembre 2006 negli Stati Uniti d'America su Adult Swim;
- 3 settembre 2007 in Canada su Teletoon at Night;[3]
- 2007 nel Regno Unito su Bravo;[4]
- 3 agosto 2010 in Germania su TNT Serie;[5]

Assy McGee primo canale della rete, nella Corea del Sud, era anche andato in onda su The Pop Factory  Korean (팝 팩토리) questo è presentato in anteprima così 2008. Comincio a commuovermi così MeTV. è andato in Assy McGeeè onda British Piace  BBC Three e BBC Two on presentato in anteprima così 2009 for Regno Unito. Nella Turchia questo è stato mandato in onda anche quelli CNBC-é per Turkish. C'era anche su G4 in arrivo a presentato in anteprima Novembre 2006. disponibile ora on Tubi TV, e Prime Video.

### Edizioni home video
| Volume                           | Episodi | Data di pubblicazione DVD | Data di pubblicazione DVD | Data di pubblicazione DVD |
| Volume                           | Episodi | Regione 1                 | Regione 2                 | Regione 4                 |
| -------------------------------- | ------- | ------------------------- | ------------------------- | ------------------------- |
| Assy McGee - The Complete Spread | 20      | N/A                       | N/A                       | 3 agosto 2011             |